# غور المزرعة (الكرك)
غور المزرعة منطقة سكنية تقع في لواء الأغوار الجنوبية، محافظة الكرك في الأردن. تنتمي المنطقة لقضاء غور المزرعة الذي يضم 6 مناطق. يقدر عدد سكانها بـ 12366 نسمة حسب إحصاء 2015.

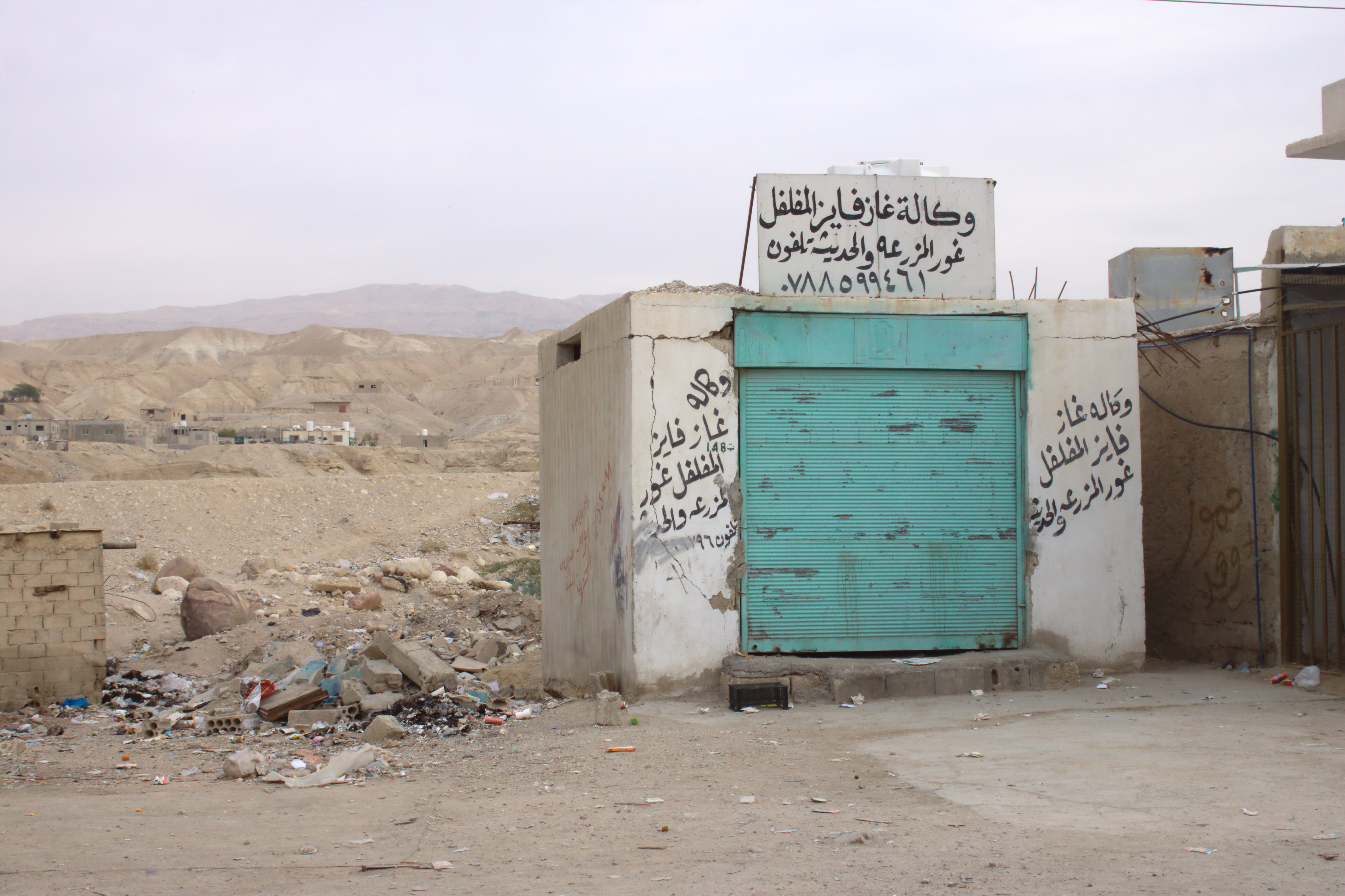

## الوصلات الخارجية
- دائرة الاحصاءات العامة